# Points de rupture
Pour plus de détails, voir Fiche technique et Distribution.
Points de rupture est un film dramatique américain réalisé par Timothy Linh Bui, sorti dans les salles en 2009. C'est le dernier film de Patrick Swayze.

## Synopsis
Un ex tueur à gage atteint d’un cancer, une strip-teaseuse mère célibataire, un pasteur qui a tout perdu. Ils tournent tous autour du club tenu par Velvet Larry. Au bout de la nuit, ils vont atteindre leur point de rupture…

## Fiche technique
- Titre original : Powder Blue
- Réalisation : Timothy Linh Bui
- Scénario : Timothy Linh Bui
- Photographie : Jonathan Sela
- Musique : Didier Rachou
- Costumes : Magali Guidasci
- Post-production : Jan Kikumoto
- Production : Timothy Linh Bui, Ross M. Dinerstein, Bobby Schwartz, Tracee Stanley, Forest Whitaker
- Langue : anglais
- Genre : Film dramatique
- Durée : 106 minutes
- Dates de sortie : 
  - États-Unis : 9 mai 2009
  - France : 2 novembre 2011 en DVD

## Distribution
- Jessica Biel (VF : Vanina Pradier) : Rose-Johnny
- Eddie Redmayne (VF : Donald Reignoux) : Qwerty Doolittle
- Forest Whitaker (VF : Emmanuel Jacomy) : Charlie
- Ray Liotta (VF : Bernard Alane) : Jack Doheny
- Lisa Kudrow : Sally
- Patrick Swayze (VF : Richard Darbois) : Velvet Larry
- Kris Kristofferson (VF : Bernard Tiphaine) : Randall
- Alejandro Romero (VF : Taric Mehani) : Lexus
- Sanaa Lathan : Diana
- Chandler Canterbury : Billy
- Jeffery A. Baker : Slim
- Navid Negahban : Dr Brooks
- Ravi Patel (VF : Raphaël Cohen) : Sanjay
- Billy Wirth : David
- L. Scott Caldwell : l'infirmière Gomez
- Mandy June Turpin : l'infirmière Jenkins
- Riki Lindhome (VF : Dorothée Pousséo) : Nicole

 Source et légende : version française (VF) sur RS Doublage et selon le carton du doublage français sur le DVD zone 2.